# István Rácz (pěvec)
István Rácz (* 20. prosince 1963, Debrecen) je maďarský operní pěvec (bas) a současný předseda Svazu maďarských operních pěvců.

## Biografie
Svá studia na Konzervatoři Bély Bartóka dokončil v roce 1985, poté v letech 1985 až 1991 absolvoval Hudební akademii Ference Liszta v Budapešti. Roku 1989 nastoupil jako soukromý pěvec souboru Maďarské státní opery. Je známý také jako oratorní zpěvák, ale hostoval i v prozaických souborech, např. v Madáchově divadle, Szigligeti Színház v Szolnoku, v nebo v divadle Vígszínház v Budapešti.
Byl hostujícím pěvcem v Anglii, České republice, Finsku, Francii, Itálii, Německu, Nizozemí, Polsku, Rakousku, Rumunsku, Slovensku, Srbsku, Španělsku, Švédsku, Švýcarsku, Turecku, Japonsku, Malajsii a ve Spojených státech amerických (City Opera New York).

## Ocenění
- Liszt Ferenc-díj (2009)
- Bartók-Pásztory-díj
- Rubányi Vilmos-díj (2014)
- Juventus-díj
- Bence Miklós-díj
- Závodszky Zoltán-díj (2022)
- Maďarský záslužný kříž (2023)[2]